# Erythroneura bistrata
Erythroneura bistrata är en insektsart som beskrevs av Mcatee 1920. Erythroneura bistrata ingår i släktet Erythroneura och familjen dvärgstritar. Inga underarter finns listade i Catalogue of Life.